# Het Brussels moeselken

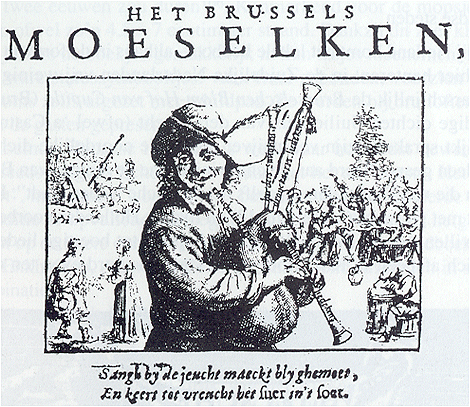
La gravure en frontispice représente un villageois jouant de la cornemuse, dessiné dans le style de Teniers, peintre demeurant à Bruxelles à l’époque de la publication. Les quatre tuyaux de la cornemuse symbolisent les quatre sections du recueil : les chansons d’amour, les pastorales, les chansons à boire et les chansons burlesques.

Brussels moeselken (la Cornemuse bruxelloise), est un recueil de chansons en néerlandais, publié à Bruxelles en 1659.

## Un recueil de chansons bruxellois
Le recueil, publié à Bruxelles par Gielis Stryckwant sous le titre Het Brussels Moeselken, pypende verscheyden vermakelycke Liedekens, minne-liedekens, herders-sanghen, dronckaers-liedekens, contient des chansons des poètes et amis intimes Eustachius de Meyer et Petrus Suetmans,.  Ce dernier naquit probablement à Bruxelles et y vécut vers le milieu du XVIIe siècle. 
Ce recueil de chansons fut encore réimprimé plusieurs fois, entre autres à Anvers en 1693.

## Sources
- (nl)J.G. Frederiks & F. Jos. van den Branden, Suetmans (Peter), in : Biographisch woordenboek der Noord- en Zuidnederlandsche letterkunde, L.J. Veen, Amsterdam, 1888-1891, p.  796
- (nl)Louis Peter Grijp, De Rotterdamse Faem-Bazuyn. De lokale dimensie van liedboeken uit de Gouden Eeuw, in : Volkskundig bulletin 18, 1992, p.  23-78.
- (nl)Dirk Cornelis van Voorst & Jan Jacob van Voorst, Catalogue de la bibliothèque de littérature (iv, v) et de sciences et arts de D.-C. van Voorst et J.-J. van Voorst, 1859, p.  68